# Thrypticomyia unisetosa perelongata
Thrypticomyia unisetosa perelongata is een ondersoort van de tweevleugelige Thrypticomyia unisetosa uit de familie steltmuggen (Limoniidae). De soort komt voor in het Australaziatisch gebied.